# الهجمات الانتحارية العراقية 2011 يناير
الهجمات الانتحارية العراقية 2011 يناير هي ثلاث تفجيرات انتحارية متتالية حدثت في العراق.

## تفجير 18 يناير
في 18 يناير 2011، انتحاري قتل 68 واصاب 150 في مدينة تكريت. وقع الانفجار بالقرب من منشأة تابعة للشرطة حيث كان هناك تجمع لبضع مئات من الناس.

## تفجيرا 19 يناير
على الأقل 15 شخص قتل في تفجيرين في بعقوبة والغالبية كلتاهما تقعان في منطقة واحدة تبعد عن بغداد 65 كيلو متر. في واقعة بعقوبة، الانتحاري أطلق النار على حراس مبنى الشرطة قبل أن يقود سيارة أسعاف مفخخة إلى داخل المبنى حيث فجرت السيارة. هذا الهجوم قتل أما 13 أو 14 شخص، بينما الاصابات كانت بين الستين والسبعين. قدر وزن المتفجرات بمئتين كيلو غرام، وترك التفجير حفرة قطرها 2.1 متر.
في واقعة الغالبية، الانتحاري قتل شخصين وأصاب 15 من مسيرة شيعية تتحرك من بغداد إلى كربلاء.

## تفجيرات 20 يناير
على الأقل 56 شخص قتل بعد تفجيرين حدثا في كربلاء خلال إحياء الشيعة لذكرى الأربعين. وفي بعقوبة، ثلاثة آخرون قتلوا في تفجير انتحاري آخر.